# Auaxa kaluga
Auaxa kaluga är en fjärilsart som beskrevs av Swinhoe 1900. Auaxa kaluga ingår i släktet Auaxa och familjen mätare. Inga underarter finns listade i Catalogue of Life.